# شاهزاده سليمان (ابن أحمد الأول)
شاهزاده سليمان (1615م-1635م) Şehzade Süleyman هو ابن السلطان أحمد خان الأول بن السلطان محمد الثالث بن مراد الثالث بن سليم الثاني بن سليمان القانوني بن سليم الأول بن بايزيد الثاني بن محمد الفاتح بن مراد الثاني بن محمد الأول جلبي بن بايزيد الأول بن مراد الأول بن أورخان غازي بن عثمان بن أرطغل. ولد من السلطانة كوسم .

## إعدامه
أعدم بامر من أخيه السلطان مراد الرابع.